# Tinamú de Darwin
El tinamú de Darwin (Nothura darwinii) és una espècie d'ocell de la família dels tinàmids (Tinamidae) que viu a praderies, sabanes i zones poc denses amb arbusts de les muntanyes del sud-est del Perú, Bolívia i gran part de l'Argentina.